# Tödliche Schwesternliebe
Tödliche Schwesternliebe ist ein deutscher Fernsehfilm von Samir Jamal Aldin aus dem Jahr 1996, der im Auftrag von ProSieben produziert wurde. Anica Dobra und Claudia Messner sind als verstrittene Schwestern in Hauptrollen zu sehen.

## Handlung
Meike ist an Leukämie erkrankt. Ihre Schwester Lena ist die Einzige, die als Knochenmarkspenderin für sie in Frage kommt. Lena, die sich über Jahre hinweg von der Familie benachteiligt gefühlt hat, will sich an ihrer krebskranken Schwester rächen. Auch die Tatsache, dass Meike ihr einst ihren Freund Kai Bittner ausgespannt und später geheiratet hat, setzt Lena schwer zu. Sie erpresst und denunziert ihre Schwester, bis sie sich schließlich mit einem Racheakt gegen sie wehrt.

## Hintergrund
Tödliche Schwesternliebe wurde am 28. Juli 1998 auf ProSieben zur Prime-Time gesendet. Für den Film zeichneten Nostro Film und Novafilm verantwortlich.

## Kritik
Die Kritiker der Fernsehzeitschrift TV Spielfilm vergaben den Film kommentarlos eine mittlere Wertung, den Daumen zur Seite.